# Олд-Мілл-Крік (Іллінойс)
Олд-Мілл-Крік (англ. Old Mill Creek) — селище (англ. village) в США, в окрузі Лейк штату Іллінойс. Населення — 162 особи (2020).

## Географія
Олд-Мілл-Крік розташований за координатами 42°25′59″ пн. ш. 87°58′56″ зх. д. / 42.43306° пн. ш. 87.98222° зх. д. (42.433133, -87.982200).  За даними Бюро перепису населення США в 2010 році селище мало площу 27,98 км², з яких 27,53 км² — суходіл та 0,45 км² — водойми.

## Демографія
Згідно з переписом 2010 року, у селищі мешкало 178 осіб у 73 домогосподарствах у складі 47 родин. Густота населення становила 6 осіб/км².  Було 87 помешкань (3/км²).
Расовий склад населення:
| - 81,5 % — білих - 4,5 % — чорних або афроамериканців - 4,5 % — азіатів - 7,3 % — осіб інших рас |

До двох чи більше рас належало 2,2 %. Частка іспаномовних становила 10,1 % від усіх жителів.
За віковим діапазоном населення розподілялося таким чином: 24,7 % — особи молодші 18 років, 60,1 % — особи у віці 18—64 років, 15,2 % — особи у віці 65 років та старші. Медіана віку мешканця становила 47,0 року. На 100 осіб жіночої статі у селищі припадало 93,5 чоловіків;  на 100 жінок у віці від 18 років та старших — 94,2 чоловіків також старших 18 років.
Середній дохід на одне домашнє господарство  становив 124 161 долар США (медіана — 101 250), а середній дохід на одну сім'ю — 98 810 доларів (медіана — 100 500). За межею бідності перебувало 9,9 % осіб, у тому числі 0,0 % дітей у віці до 18 років та 9,7 % осіб у віці 65 років та старших.
Цивільне працевлаштоване населення становило 79 осіб. Основні галузі зайнятості: освіта, охорона здоров'я та соціальна допомога — 31,6 %, виробництво — 19,0 %, науковці, спеціалісти, менеджери — 13,9 %, сільське господарство, лісництво, риболовля — 10,1 %.